# Flebitis
Flebitis  (phléps -îtis) phleb(o)- φλέ-ψ/-βός gr. 'vena' + -îtis gr. 'enfermedad', 'inflamación': la flebitis es la inflamación de la pared de una vena, tipología concreta de trombosis. Algunos de los síntomas de la flebitis son que la zona se encuentre roja, caliente y con dolor.

## Etiología
Vasculitis: (e.g. lupus)
- Bacterial: organismos patogénicos pueden provocar abscesos y estimular inflamaciones.
- Químico: causado por soluciones irritantes o vesicantes.
- Mecánico: trauma físico por venoclisis, eso suele ser lesión de la vena por la introducción incorrecta de una aguja o catéter.

- Genético: es hereditario.
- Abuso de alcohol.

## Tipos
1. Flebotrombosis: se caracteriza por un Trombo poco adherente. Se encuentra flotando por la vena y no obstruye completamente el flujo sanguíneo. Hay un riesgo alto de que se produzca un embolia.
2. Trombo-flebitis: se caracteriza por un Trombo que está adherido completamente a la pared de una vena obstruida e inflamada. No hay mucho riesgo de embolia, pero puede dejar importantes secuelas.